# Crocidura suaveolens
Crocidura suaveolens es una especie de mamífero soricomorfo de la familia Soricidae endémica de Eurasia.

## Descripción
Es un sorícido de dientes blancos semejante a la musaraña gris (Crocidura russula). Con el dorso de color acastañado, vientre grisáceo a veces amarillento, con la cola con unos característicos pelos largos. En Europa continental y en la península ibérica sus dimensiones aumentan de norte a sur. La población de Menorca es la de mayor tamaño.

## Distribución
De amplia distribución en el Paleártico, entre los 23° y los 56° N. Desde el sur de la península ibérica hasta Japón, Corea y China oriental. Presente en numerosas islas del canal de la Mancha y del mar mediterráneo. En España se localiza desde la desembocadura del Guadalquivir, costa onubense y de Portugal, límites del norte de Cáceres y sur de Salamanca, internándose en el valle del Tiétar, noroeste de Zamora, gran parte de Galicia, Cornisa Cantábrica, norte Burgos, Vizcaya, Álava, Guipúzcoa y Navarra. En el área mediterránea está presente en el noreste de Gerona. Ocupa la isla de Menorca.

## Hábitat
En la península ibérica ocupa diversos medios en la zona de influencia atlántica, mientras que en la región mediterránea queda relegada a los ambientes húmedos. No parece colonizar medios antropizados como sí hace en otras partes de Europa.

## Depredación
En Centroeuropa tiene una amplia relación de depredadores tanto reptiles como aves y mamíferos. En la Península es depredado principalmente por rapaces nocturnas. En Menorca es depredada por la lechuza común (Tyto alba) y la marta (Martes martes).